# Родіоновка (Колпашевський район)
Родіо́новка (рос. Родионовка) — присілок у складі Колпашевського району Томської області, Росія. Входить до складу Новоселовського сільського поселення.

## Населення
Населення — 6 осіб (2010; 5 у 2002).
Національний склад (станом на 2002 рік):
- росіяни — 80 %